# Пилипенко, Анатолий Анатольевич
Анатолий Анатольевич Пилипенко (укр. Анатолій Анатолійович Пилипенко; род. 4 июля 1985, Днепропетровск) — украинский футболист, вратарь.

## Биография
Выступал в детско-юношеской футбольной лиге Украины за днепропетровские УФК-2 (2001) и ДВУФК (2001—2002). В 2001 году попал в структуру днепропетровского «Днепра». Первоначально выступал в чемпионате области за четвёртую команду днепровцев, а затем играл за «Днепр-3» и «Днепр-2» во Второй и Первой лигах Украины соответственно. После создания молодёжного чемпионата Украины в 2004 году начал играл за дублирующий состав «Днепра», но за основную команду так и не сыграл. В конце 2006 года руководство клуба выставило Пилипенко на трансфер. По словам генерального директора Андрея Стеценко это было связано с тем, что молодой вратарь «перестал прогрессировать».
После этого Пилипенко находился на просмотре в симферопольской «Таврии», но в итоге присоединился к луганской «Заре», где в течение полугода играл за дубль. Следующие пять лет вратарь выступал за клубы Первой лиге Украины. Сезон 2007/08 вратарь начал в составе харьковского «Гелиоса». Летом 2009 года присоединился к черниговской «Десне», где заменил Андрея Федоренко. А с 2010 по 2012 год был игроком алчевской «Стали».
В 2012 году выступал в чемпионате Узбекистана за «Бухару», но основным вратарём не являлся. Вернувшись на родину, играл за любительские клубы — шевченковскую «ВПК-Победу» (2013) и «Вектор» из Богатыревки (2014—2015). В январе 2014 года находился на просмотре в черниговской «Десне». С 2016 по 2017 год играл в Премьер-лиге Крымского футбольного союза за феодосийскую «Кафу» и керченский «Океан».
В 2018 году являлся игроком любительских клубов «Музычи» и «Шевченковское». В октябре 2018 года перешёл в «Колос» из чемпионата Киевской области. С 2019 года играет за команду киевской полиции, являясь оперуполномоченным отдела управления по борьбе с преступлениями, связанными с торговлей людьми. В 2020 году играл за «Зенит» из Лосятина.